# Ján Babjak
Ján Babjak (n. Hažín nad Cirochou, Eslovaquia (entonces ‘Checoslovaquia'), 28 de octubre de 1953) es un sacerdote jesuita eslovaco. Consagrado obispo el 6 de enero de 2003, es desde el 30 de enero de 2008 arzobispo greco-católico de la archieparquía de Prešov y Metropolitano de la Iglesia greco-católica en Eslovaquia.

## Biografía
Ján Babjak estudió filosofía y teología en el seminario de los Santos Cirilo y Metodio de Bratislava. Fue ordenado sacerdote el 11 de junio de 1978 e hizo su ministerio pastoral en la eparquía (diócesis) de Prešov. El 18 de junio de 1987 entró en la Compañía de Jesús.
A su formación espiritual terminada fue enviado a Roma (1991) para especializarse en teología oriental en el Pontificio Instituto Oriental. Obtuvo la licenciatura en 1993. Después de un descanso de un año regresó a Roma para hacer un doctorado en teología oriental, que obtuvo en 1996 con una tesis sobre Michel Lacko (1920-1982), un historiador y escritor espiritual eslovaco. De vuelta a su país fue director del centro espiritual ‘Michal Lacko’ en Košice y enseñó teología en la Universidad de Trnava.
En 2002 Babjak fue nombrado por el papa Juan Pablo II obispo de Prešov. La ordenación episcopal le fue conferida en la basílica de San Pedro de la Ciudad del Vaticano, por el papa Juan Pablo II (6 de enero de 2003).
El 30 de enero de 2008, la eparquía de Prešov fue elevada por Benedicto XVI al rango de sede metropolitana y Ján Babjak fue hecho el primer arzobispo (Archieparquía de Prešov).
El 9 de septiembre de 2014 fue nombrado por el papa Francisco: Padre sinodal para la tercera asamblea general extraordinaria del sínodo de los obispos sobre la familia que se celebró del 5 al 19 de octubre en calidad de primado de la Iglesia eslovaca.
El 15 de mayo de 2019 fue confirmado como miembro de la Congregación para las Iglesias Orientales in aliud quinquennium.

## Obras
- P. Michal Lacko, SJ, informátor a formátor gréckokatolíkov. Trnava, Vydavateľstvo Dobrá kniha, 1997, que es su tesis de doctorado.
- Zostali verní : I. zväzok. Prešov, Petra, 2009.

## Fuente
- Esta obra contiene una traducción total derivada de «Ján Babjak» de Wikipedia en francés, publicada por sus editores bajo la Licencia de documentación libre de GNU y la Licencia Creative Commons Atribución-CompartirIgual 4.0 Internacional.

| Predecesor: Ján Hirka                                          | Eparca de Prešov 2002 - 2008 | Sucesor: Abolición del título (él mismo como Archieparca de Prešov) |
| Predecesor: Nuevo título (él mismo como Archieparca de Prešov) | Archieparca de Prešov 2008 - | Sucesor: (en el cargo)                                              |

- Datos: Q1373595
- Multimedia: Ján Babjak / Q1373595